# Тоскаево
Тоска́ево (чув. Тускел) — село в Яльчикском районе Чувашской Республики Российской Федерации. Входит в Яльчикское сельское поселение.

## Географические данные
Расположена в пределах Чувашского плато (часть Приволжской возвышенности).
Климат
Климат сельского поселения умеренно континентальный с устойчиво морозной зимой (снежный покров до 5 месяцев) и тёплым, иногда жарким, летом. Среднегодовая температура 3-3,4 °C, средняя температура января −13,6 °C (абсолютный минимум −46 °C), средняя температура июля 19,6 °C (абсолютный максимум 39 °C). За год в среднем выпадает 471 мм осадков, но крайне неравномерно. Снежный покров держится около 5 месяцев.

## История
Село было основано в XVII в. на оброчной земле переселенцами из Яльчикской волости Свияжского уезда.
Исторические названия: Токаева, Тоскаева, Тоскаяль.

## Инфраструктура
В селе имеется церковь Казанской иконы Божией Матери

## Население
| 2007 | 2010 | 2012 |
| ---- | ---- | ---- |
| 663  | ↘490 | ↗568 |

## Известные уроженцы
- Петров, Николай Алексеевич — Герой Российской Федерации.